# 長谷川匡俊
長谷川匡俊（はせがわ まさとし、1943年2月28日 - ）は、日本の仏教学者、大乗淑徳学園理事長、淑徳大学前学長。東京都豊島区生まれ。
淑徳大学創始者・長谷川良信の次男、前理事長・長谷川良昭の弟。
1967年明治大学大学院文学研究科修士課程修了。2004年「近世の念仏聖無能と民衆」で大正大学文学博士。淑徳大学社会福祉学部助教授、教授、大乗淑徳学園理事。淑徳大学学長、2002年大乗淑徳学園理事長、浄土宗総合研究所客員教授、長谷川仏教文化研究所所長、浄土宗大巌寺住職。
専門分野は日本仏教史・日本社会福祉史。

## 著書
- 『近世念仏者集団の行動と思想 浄土宗の場合』評論社 1980 日本人の行動と思想
- 『近世浄土宗の信仰と教化』渓水社 1988
- 『トゥギャザーウィズヒム 長谷川良信の生涯』新人物往来社 1992
- 『長谷川良信』大空社 1999 シリーズ福祉に生きる
- 『宗教福祉論』医歯薬出版 2002
- 『近世の念仏聖無能と民衆』吉川弘文館 2003
- 『長谷川良信のブラジル開教 その理念と実践』大巌寺文化苑出版部 2003
- 『近世の地方寺院と庶民信仰』岩田書院 2007 近世史研究叢書
- 『支え合う社会に 宗教と福祉と教育と』高陵社書店 2011
- 『念仏者の福祉思想と実践 近世から現代にいたる浄土宗僧の系譜』法藏館 2011

### 編纂
- 『千葉県社会事業史年表 1』編 千葉県社会事業史研究会 1977
- 『近代浄土宗の社会事業 人とその実践』編著 相川書房 1994
- 『長谷川良信語録』編 大乗淑徳学園附置長谷川仏教文化研究所 1998
- 『日本仏教福祉概論 近代仏教を中心に』池田英俊,芹川博通共編 雄山閣出版 1999
- 『日本仏教福祉思想史』吉田久一共著 法藏館 2001
- 『ボランティアの時代 「共生」の思想を考える』淑徳大学エクステンションセンター編 編集代表 中央法規出版 2003
- 『今を生きて老いと死を生きる 大乗仏教の共生の教え』編集代表 淑徳大学エクステンションセンター編 青娥書房 2004
- 『戦後仏教社会福祉事業史年表』編 法藏館 2007
- 『戦後仏教社会福祉事業の歴史』編 法藏館 2007
- 『与えあうかかわりをめざして 福祉の役わり・福祉のこころ』阿部志郎,濱野一郎共著　聖学院大学出版会 2009

### 校訂など
- 『大巌寺文書』校訂 大巌寺文化苑出版部 1969-1972
- 隆円『専念法語』編著 専念寺 1976

## 参考
- セブンネット
- 淑徳大学